# Wrecking Everything
Wrecking Everything es un álbum en vivo de la banda de thrash metal estadounidense Overkill que contiene la grabación de una presentación de la banda en Asbury Park, Nueva Jersey del 23 de marzo de 2002.

## Lista de canciones
1. "Necroshine" (D.D. Verni, Bobby "Blitz" Ellsworth) – 5:56
2. "Thunderhead" (Verni, Ellsworth) – 6:22
3. "E.vil N.ever D.ies" (Verni, Ellsworth, Bobby Gustafson)– 4:42
4. "Deny the Cross" (Verni, Ellsworth, Gustafson, Kundrat) – 5:11
5. "I Hate" (Verni, Ellsworth, Gustafson) – 3:54
6. "Shred" (Verni, Ellsworth, Gustafson) – 3:55
7. "Bleed Me" (Verni, Ellsworth) – 4:28
8. "Long Time Dyin'" (Verni, Ellsworth) – 7:23
9. "It Lives" (Verni, Ellsworth) – 4:26
10. "Battle" (Verni, Ellsworth) – 5:28
11. "The Years of Decay" (Verni, Ellsworth, Gustafson) – 9:51
12. "In Union We Stand" (Verni, Ellsworth, Gustafson, Kundrat) – 5:09
13. "Overkill" (Verni, Ellsworth, Gustafson, Kundrat) – 4:02

## Créditos
- D. D. Verni – Bajo y coros
- Bobby "Blitz" Ellsworth – Voz
- Tim Mallare – Batería
- Dave Linsk – Guitarra
- Derek Tailer – Guitarra